# Красимира Филипова
Красимира Филипова е българска спортистка и треньорка по художествена гимнастика.

## Биография
Красимира Филипова е родена на 2 февруари 1949 г. в град София. Тя е бивша състезателка на СК „Славия“, като е и първата му шампионка, участничка на Световни шампионати и Европейски първенства. Всичко започва през 1967 г., когато гимнастичката печели първия си медал – бронз в съчетанието без уред от световното първенство. Носителка на 5 медала от Световни първенства – 2 сребърни и 3 бронзови от шампионатите през 1971 г. в Хавана и 1973 г. в Ротердам. 
Красимира Филипова 11 години е национален състезател, а след това става и помощник на Нешка Робева, като този опит и отрежда 18-годишна кариера като национален помощник-треньор, през периода от 1980 г. до 1998 г. Българската звезда на художествената гимнастика завършва УНСС, а по-късно през 1972 г. и треньорската школа към ВИФ (НСА).
Шест години по-късно тя започва да се слави и като български съдия, категория „бреве“, а е и настоящ Председател на Съдийската комисия към БФХГ. 

## Постижения
Медали от световни първенства
1. сребърни – 2 бр.
2. бронзови – 3 бр.